# Malayorthomorpha siveci
Malayorthomorpha siveci är en mångfotingart som beskrevs av Mrsic 1996. Malayorthomorpha siveci ingår i släktet Malayorthomorpha och familjen orangeridubbelfotingar. Inga underarter finns listade i Catalogue of Life.